# ویلهلمین پروسی
ویلهلمین پروسی (انگلیسی: Wilhelmine of Prussia, Queen of the Netherlands; ۱۸ نوامبر ۱۷۷۴ – ۱۲ اکتبر ۱۸۳۷) همسر ویلیام اول از هلند و نخبه‌سالاری اهل هلند بود.